# Geschiedenis van Leiden

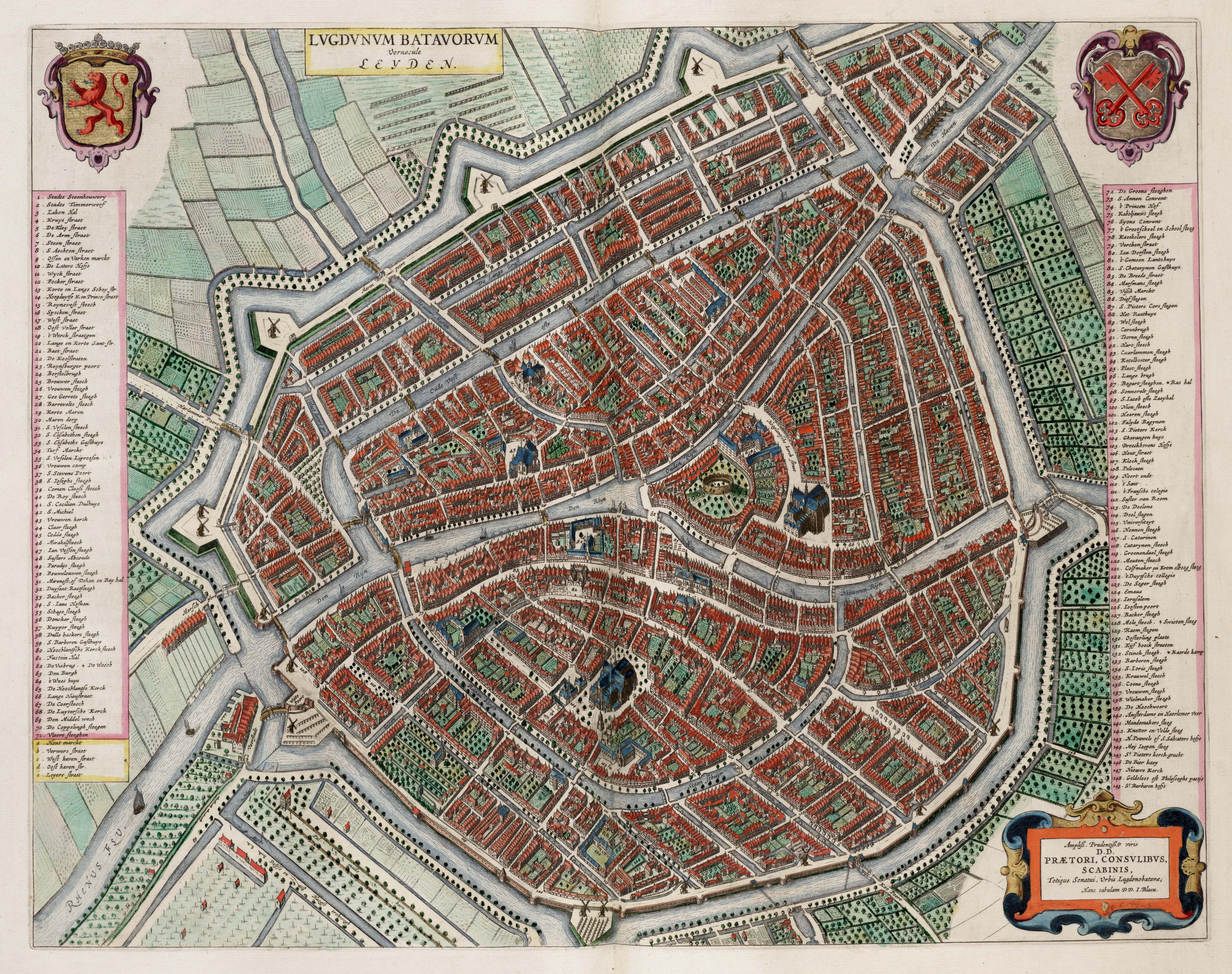
Kaart van Leiden uit 1649 van Blaeu

De geschiedenis van Leiden bestrijkt meer dan 1200 jaar. Leiden is in die tijd uitgegroeid van een klein dijkdorp tot een middelgrote stad in de Nederlandse provincie Zuid-Holland en de Randstad.

## Oudste geschiedenis
De oudste sporen van bewoning op Leids grondgebied zijn gevonden tussen de Rijnsburger- en Wassenaarseweg. Op de oude strandwal van Pomona stond een akkerbouwcomplex uit de late steentijd (2000 v. Chr). Verder zijn er voornamelijk nederzettingen uit de IJzertijd (na 500 v. Chr) gevonden, vooral in de Stevenshof.
Rond de jaartelling versmolten de oorspronkelijke bewoners met Germaanse nieuwkomers. Kort daarna arriveerden de Romeinen. De Rijn werd de grens van hun rijk. Op Leids grondgebied vestigden ze Matilo, een versterkt legerkamp. Toen de Romeinen vertrokken, gingen ook veel inheemse bewoners weg. Germaanse stammen vestigden zich of trokken door, tot rond 600 n. Chr. de Franken hier heersten.
Rond 600 was de oude Rijnmonding nog steeds een van de dichtstbevolkte streken van Holland. De marktplaats Rijnsburg nam een centrale plek in, Leiden bestond nog niet. Vanaf 800 begon men de veengronden te ontginnen. Zo ook het gebied waar de Mare in de Rijn uitmondde, het Waardeiland. De eerste vermelding van Leithon ('aan de wateren') dateert uit 860. Op de plaats waar oude en nieuwe Rijn samenstroomden werd een heuvel opgeworpen: de Burcht.
De Rijnstreek was een van de kerngebieden van het latere graafschap Holland. De graven van Holland streden met de Duitse keizer en diens leenman, de bisschop van Utrecht om de controle over Holland. Rijnsburg werd hierbij verwoest, het centrum van de streek verschoof naar een nieuwe marktnederzetting: Leiden. Bij die nederzetting breidden de graven hun bestaande hoeve uit tot een belangrijke verblijfplaats. Ze bouwden een kapel (Pieterskerk, 1121) en een versterkte toren (Gravensteen, rond 1200).
De stad ontstond als dijkdorp tegenover een kunstmatige heuvel aan de samenvloeiing van de Oude Rijn en de Nieuwe Rijn. In de op deze heuvel gelegen burcht zetelde aanvankelijk een leenman van de bisschop van Utrecht, maar de Burcht van Leiden kwam omstreeks 1100 in handen van de graaf van Holland. In die jaren begon op de zuidelijke Rijnoever de groei van het nieuwe Leiden. De graaf bouwde er zijn hof en stichtte er een kapel, de voorloper van de huidige Pieterskerk. De hoeve stond later bekend als het huis Lokhorst. Waarschijnlijk zijn ook de graven Willem II (1228-1256) en Floris V (1254-1296) hier geboren.
De gunstig gelegen nederzetting kreeg in 1266 bevestiging van de reeds eerder verleende stadsrechten en ontwikkelde zich met haar bloeiende lakennijverheid tot een van de grootste steden van het gewest Holland. De lakennijverheid was er binnengebracht door wevers uit Ieper, die in de 14e eeuw uit hun stad wegvluchtten wegens de pest. In 1389, toen de bevolking tot ongeveer 4000 was gegroeid, werd de stad uitgebreid met het stuk tussen Oude- en Nieuwe Rijn tot aan de Herengracht. 

Een bijzonderheid van Leiden is de aanwezigheid van uitgebreid archiefmateriaal over het buurtleven en buurtorganisaties (de zogenaamde gebuurten), dankzij een vroegtijdige en onophoudelijke overheidsbemoeienis, die zelfs teruggaat tot de 14e eeuw.

## 15e en 16e eeuw

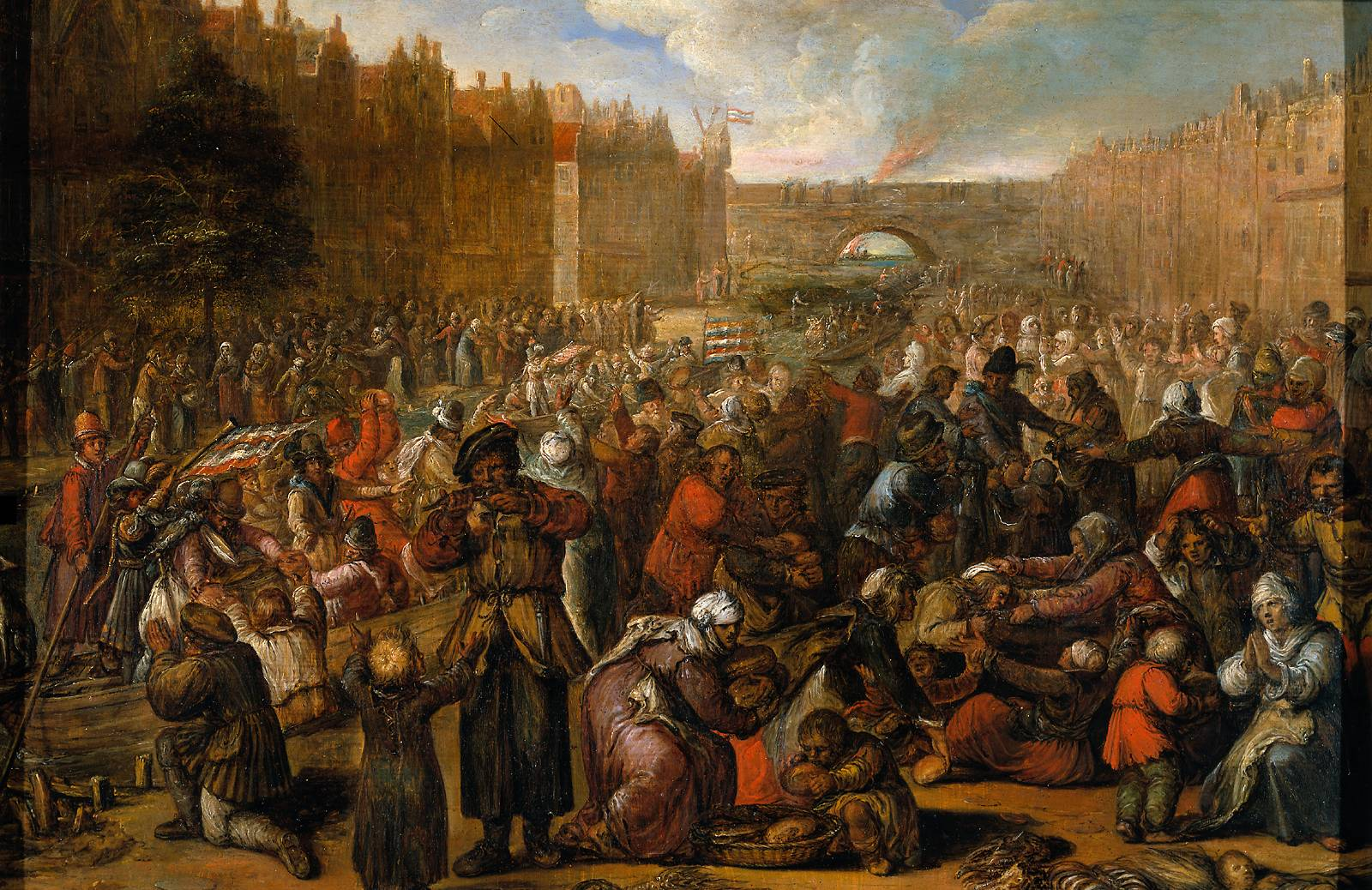
Leidens ontzet door Otto van Veen

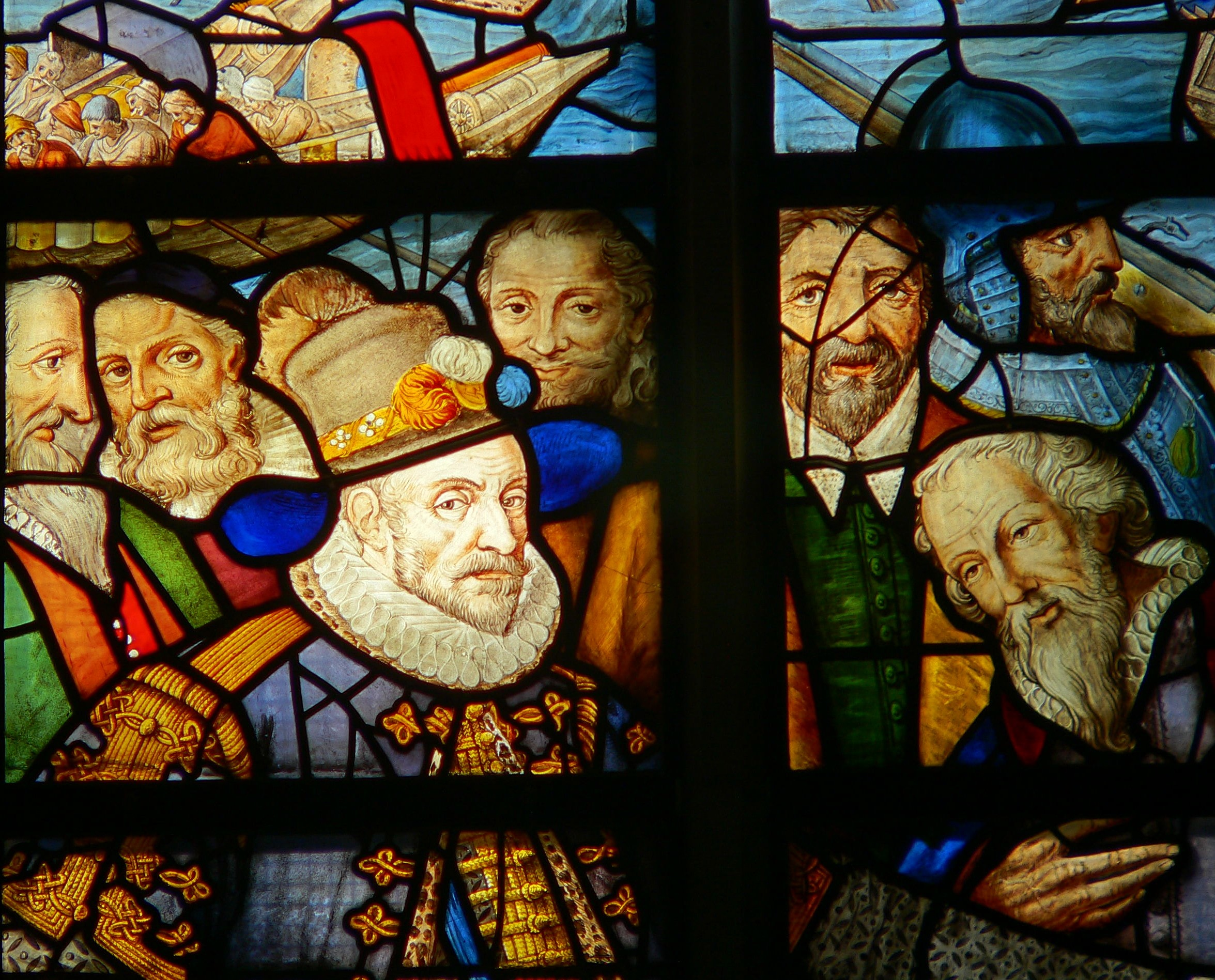
"Het ontzet van Leiden" (1574), links: Willem van Oranje, rechts: Burgemeester Van der Werff

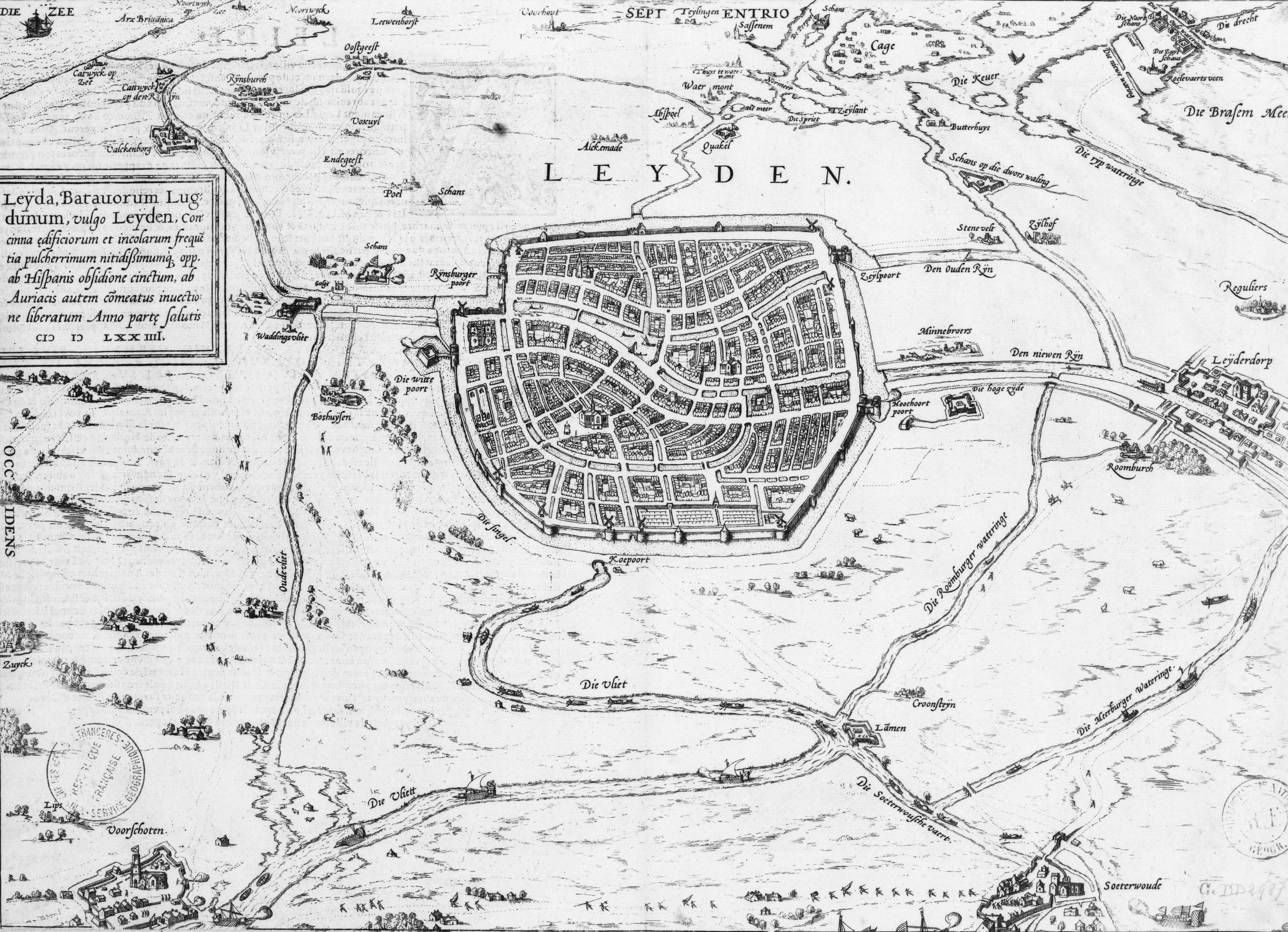
Leiden in 1574

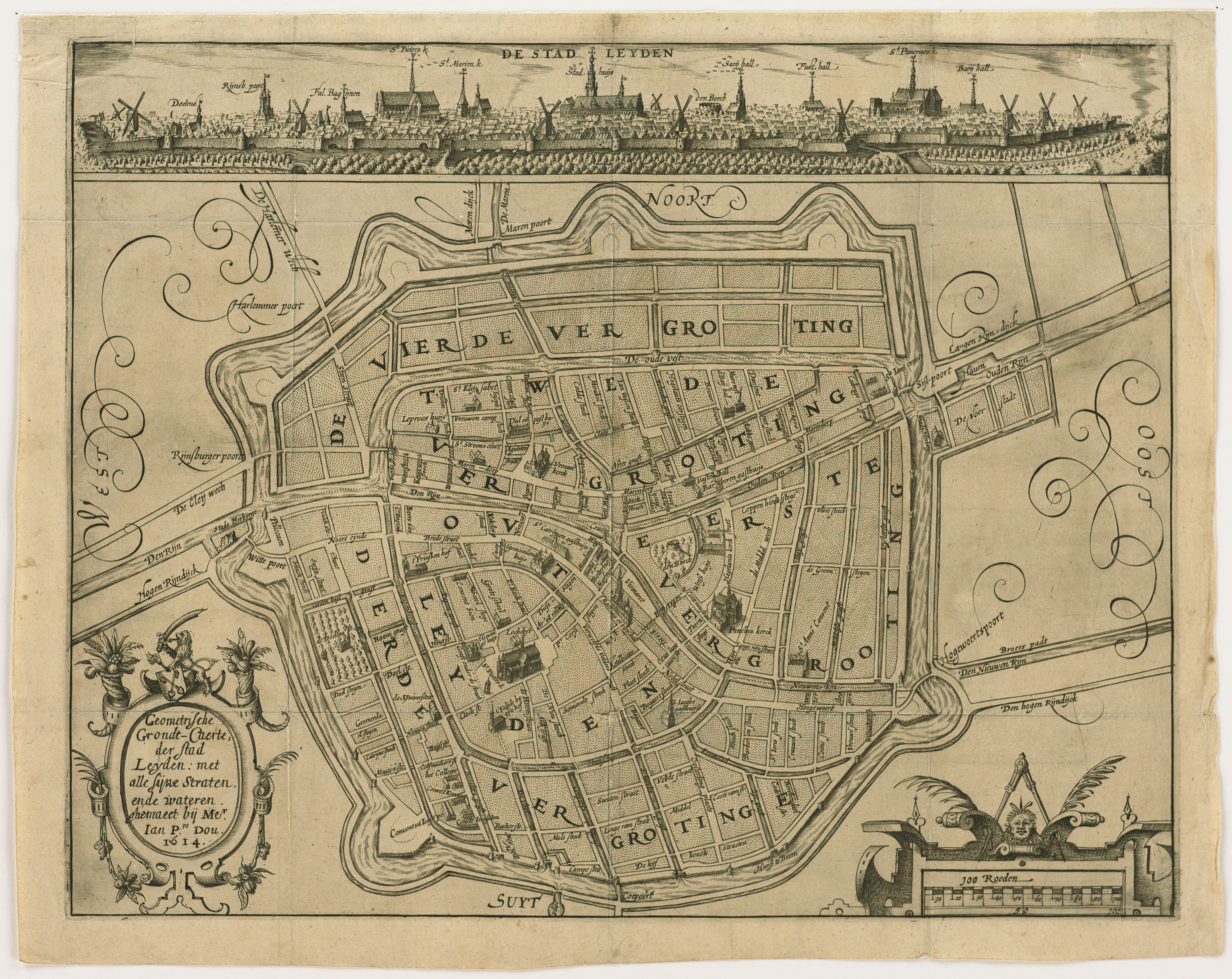
Op een kaart uit 1614 geeft Jan Pietersz. Dou aan welke stadsuitbreidingen er plaatsvonden

In 1420 werd Leiden, in het kader van de Hoekse en Kabeljauwse twisten veroverd door hertog Jan III van Beieren.
De grootste kerk van Leiden, de Pieterskerk, had aanvankelijk een van de hoogste torens van Nederland. Echter, door een storm stortte de, ruim honderd meter hoge, toren op 1 maart 1512 in. De toren werd nimmer herbouwd.
In 1572 koos de stad de zijde van de anti-Spaanse opstand. De Spaanse landvoogd Requesens belegerde in 1574 de stad. Nadat dit beleg was afgeslagen - het Leidens ontzet van 3 oktober 1574 - kreeg de stad in 1575 als beloning een universiteit, de eerste van de Noordelijke Nederlanden: de Universiteit Leiden. Hiermee betuigde stadhouder Willem van Oranje zijn erkentelijkheid aan de Leidenaren, die het beleg door de Spanjaarden hadden weerstaan. De universiteit voert als motto Praesidium Libertatis, dat 'bolwerk van de vrijheid' betekent. Leidens ontzet wordt nog steeds jaarlijks op 3 oktober herdacht. Aanvankelijk alleen met een herdenkingsdienst in de Pieterskerk, maar sinds 1886 ook als echte feestdag. Zo eten vele Leidenaren op 2 en 3 oktober hutspot, wordt in de Waag haring en wittebrood uitgedeeld, is er een grote kermis en wordt er onder andere een optocht gehouden.
De universiteit en haar studenten zijn sinds 1575 een belangrijke factor in het stadsbeeld. Een van de eerste professoren was de Vlaamse humanist Justus Lipsius, die (tijdelijk) uit Leuven naar Leiden was gekomen.
Tegen het einde van de 16e eeuw ontwikkelde Leiden zich tot een belangrijk centrum van drukkerijen, uitgeverijen en boekhandels. De beroemde drukker Christoffel Plantijn was er enige tijd gevestigd. Een van zijn leerlingen was Lodewijk Elsevier (1547-1617), een telg uit een beroemd uitgeversgeslacht, wiens boekhandel en drukkerij de grootste van Leiden werd. Elsevier was in 1580 uit Leuven, dat in handen van de Spanjaarden was, gevlucht. (De naam Elsevier werd enkele eeuwen later gebruikt door de grondlegger van het Elsevier-concern). In de 17e en 18e eeuw had Leiden een grote naam op het gebied van de (wetenschappelijke) uitgeverij en boekhandel.

## 17e en 18e eeuw

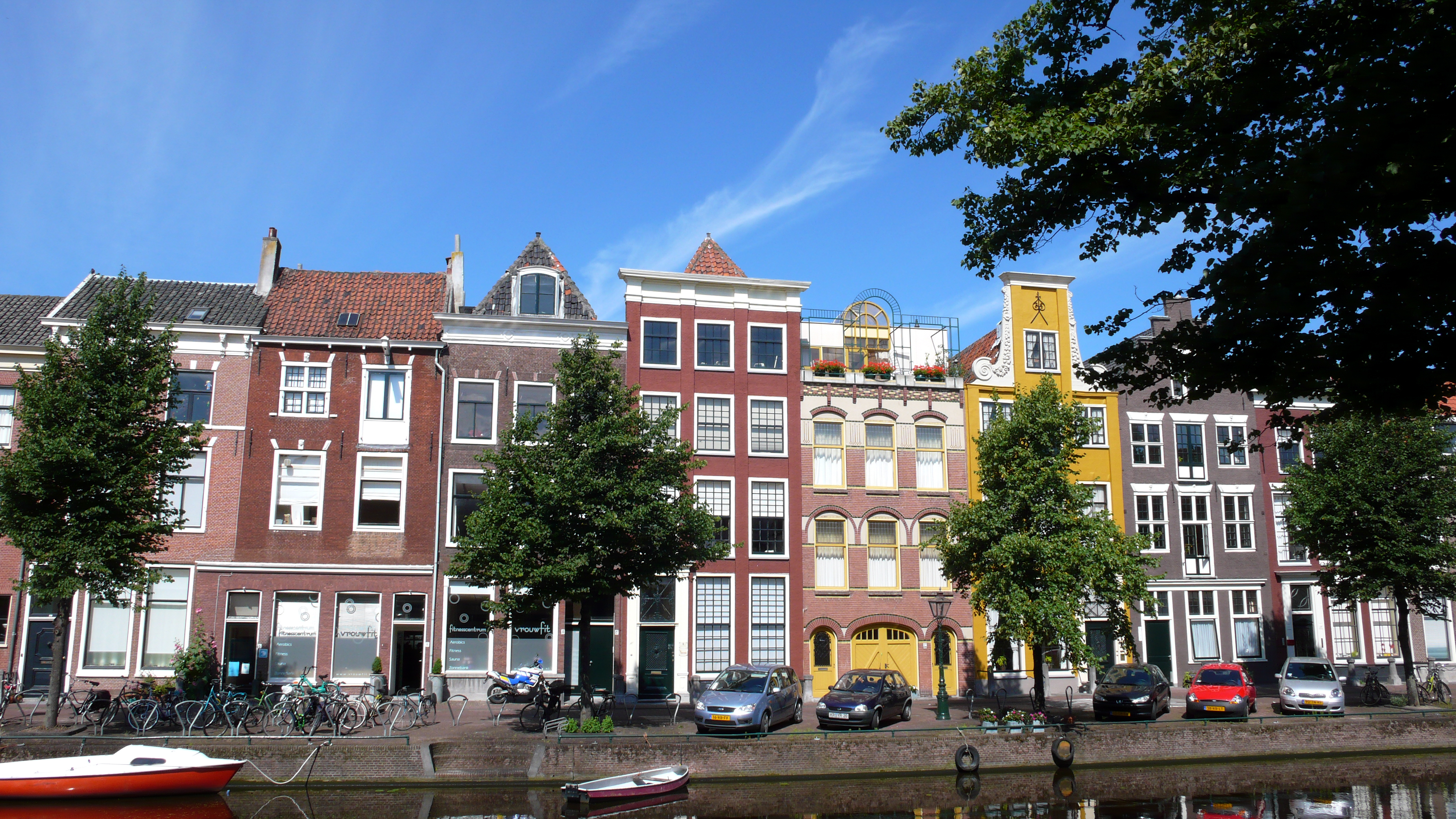
Zeventiende-eeuwse panden aan de Herengracht

Van 1609 tot 1620 was Leiden de thuishaven van de wegens geloofsvervolging uit Engeland gevluchte Pilgrim Fathers. Zij bewoonden wevershuisjes achter de huidige Kloksteeg, waar nu het Jean Pesynhofje is gevestigd. Een groot aantal van hen besloot in 1620 om naar de Nieuwe Wereld te trekken; hun economische situatie in Leiden was niet rooskleurig en bovendien vonden ze de Nederlandse samenleving veel te libertijns. Ze waren bang dat hun gemeenschap zou worden vermengd met andere en zo zou verwateren; een ontwikkeling die bij de gemeenschappen van de Franse en Vlaamse protestanten al gaande was. Minder dan de helft van de gemeenschap voer vanuit Delfshaven naar Southampton in het schip Speedwell, waar ze zich voegden bij een grotere groep separatisten. De twee groepen scheepten vervolgens samen in op de Mayflower en staken zo de Atlantische Oceaan over. Hun invloed is tot op de dag van vandaag groot. Uit hun midden zijn later maar liefst 7 presidenten van de VS voortgekomen: Grant, Coolidge, Taylor, F. D. Roosevelt, George Bush senior, George Bush junior en Barack Obama.
In de 17e eeuw kwam Leiden tot grote bloei, mede dankzij de impuls die vluchtelingen uit Vlaanderen gaven aan de textielnijverheid. De stad, die voor het beleg van 1574 ongeveer 15.000 inwoners had geteld, waarvan tijdens het beleg ongeveer een derde deel het leven had verloren, was in 1622 tot 45.000 inwoners gegroeid, terwijl omstreeks 1670 zelfs een inwonertal van tegen de 70.000 werd bereikt.

In de Gouden Eeuw was Leiden na Amsterdam de grootste stad van Holland. De bevolkingsgroei maakte een aanleg van nieuwe grachten en singels noodzakelijk. Het huidige centrum van Leiden, herkenbaar aan het singelpatroon, werd in 1659 voltooid. Ook werden trekvaarten gegraven naar Delft (1637, een jaar later doorgetrokken naar Den Haag), Haarlem (1657) en Utrecht (1564).
In de 18e eeuw raakt de textielnijverheid in verval. Door protectionistische maatregelen in Frankrijk was de concurrentiepositie verslechterd. Bovendien moesten de lonen relatief hoog zijn, omdat de kosten van levensonderhoud in het gewest Holland hoog waren vanwege de hoge belastingdruk. De Leidse textielondernemers gingen toen delen van het productieproces verplaatsen naar "lagelonenlanden": Twente en de omgeving van Tilburg.
Het gevolg was een gestage daling van het inwonertal van Leiden, dat eind 18e eeuw tot 30.000 was gedaald en omstreeks 1815 een dieptepunt van 27.000 zou bereiken.

## 19e en 20e eeuw

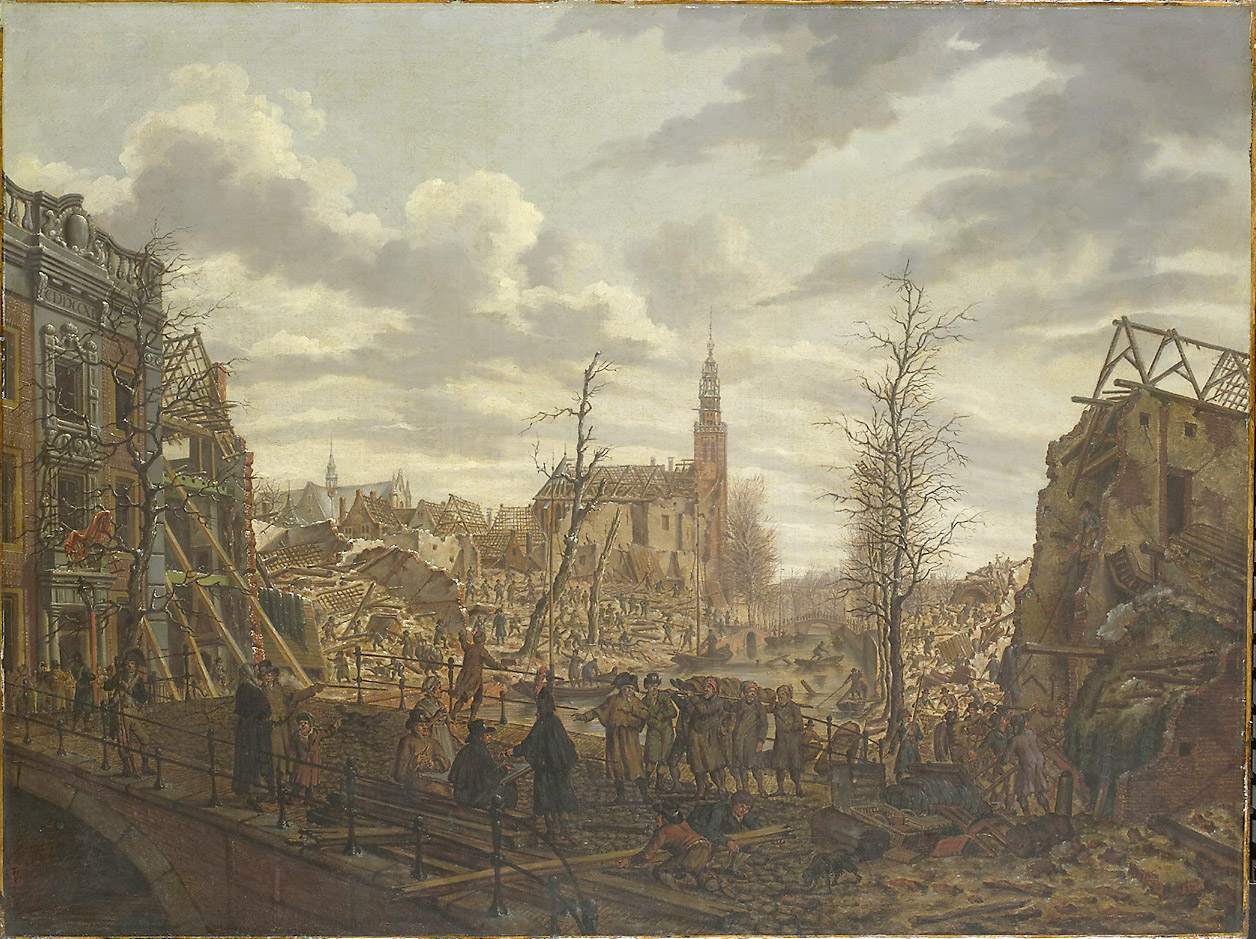
Het Rapenburg te Leiden drie dagen na de ontploffing van het kruitschip door Johannes Jelgerhuis

Op 12 januari 1807 werd de stad door een catastrofe getroffen toen een aan de noordkant van het Steenschuur aangemeerd buskruitschip ontplofte: de Leidse buskruitramp. Ongeveer 150 burgers kwamen hierbij om het leven. Koning Lodewijk Napoleon bezocht persoonlijk de stad om de hulp aan de slachtoffers te coördineren. Op de plaats van de door de ontploffing veroorzaakte "ruïne" werden later het Van der Werfpark en het Kamerlingh Onnes Laboratorium aangelegd.
In 1842 werd de voor Leiden zeer belangrijke spoorlijn naar Haarlem in gebruik genomen. In 1843 kwam de verbinding met Den Haag tot stand.
In de 19e eeuw zou er enige verbetering optreden in de desolate sociaal-economische situatie, mede dankzij de spoorlijn, maar het aantal inwoners was omstreeks 1900 nog steeds niet ver boven de 50.000 opgeklommen. Pas in 1896 begon Leiden zich uit te breiden buiten de 17e-eeuwse singels. Vooral na 1920 vestigden zich nieuwe industrieën in de stad, zoals de conservenindustrie (oostelijke binnenstad) en metaalindustrie (Hollandse Constructie Groep).
In 1866 werd de stad getroffen door de laatste grote epidemie (cholera) die in 1868 leidde tot de start van de bouw van het nieuw academisch ziekenhuis (waar nu het Wereldmuseum is gevestigd).
In 1883 werd niet alleen Leiden, maar ook heel Nederland, opgeschrikt door het nieuws van de arrestatie van de 'Leidse gifmengster', Goeie Mie, die in enkele jaren tijd minstens 27 slachtoffers had gemaakt.
In 1896 breidt Leiden uit buiten de singels door annexatie van delen van Leiderdorp, Oegstgeest en Zoeterwoude (in 1920 en 1966 volgen nieuwe grote annexaties). De eerste door Leiden nieuw gebouwde wijk in dit gebied werd de statige Burgemeesters- en Professorenwijk, ten zuiden van de Zoeterwoudsesingel. Met de bouw van deze wijk werd in 1906 begonnen. Rond 1920 werd het eerste grote sociale woningbouwproject, de wijk De Kooi, gerealiseerd.

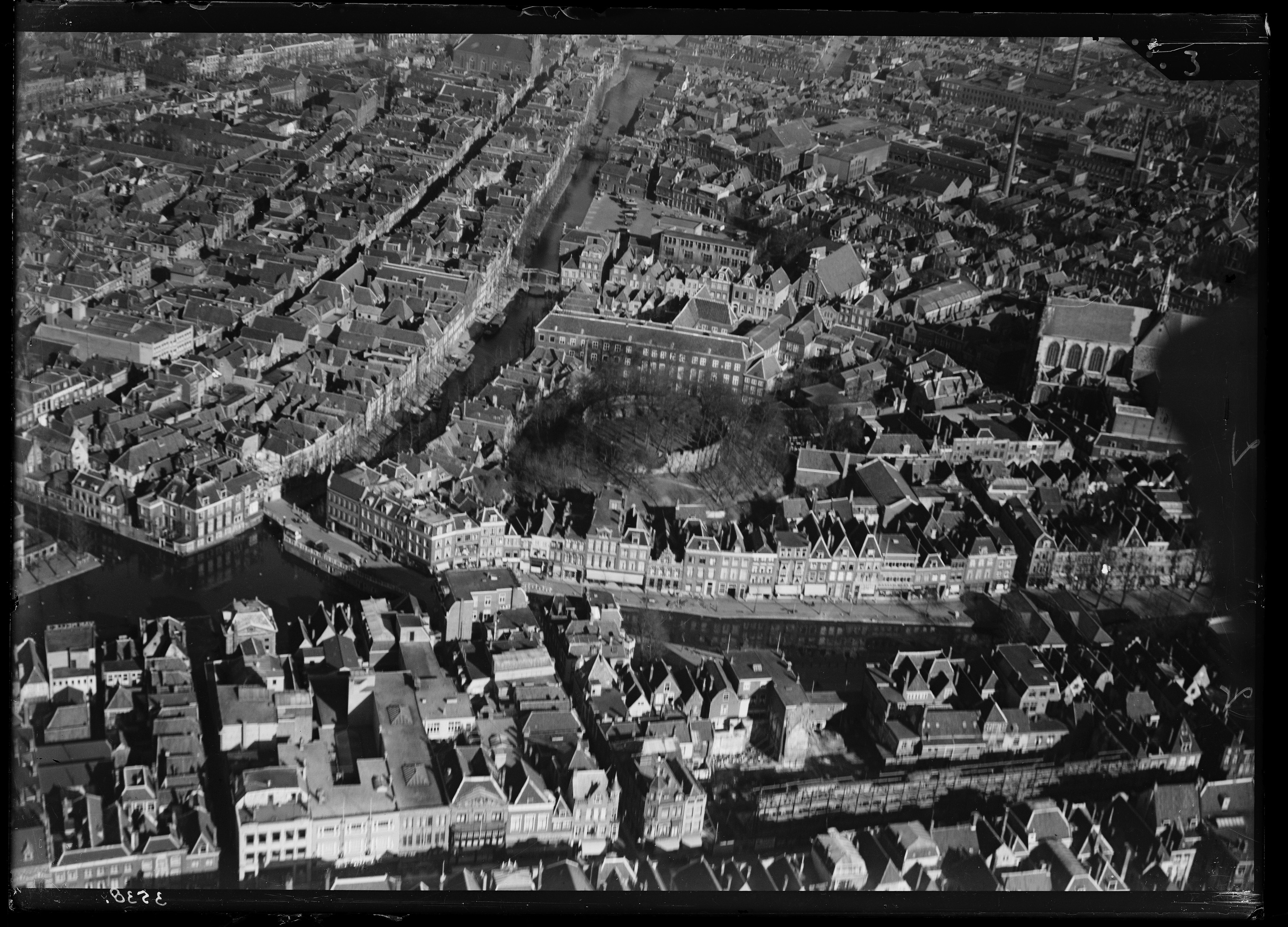
Burcht van Leiden en omgeving. Luchtfoto uit de periode 1920-1940.

Van 1920 tot officieel 1946 werd Albert Einstein bijzonder hoogleraar vanwege het Leids Universiteits Fonds aan de Rijksuniversiteit Leiden: hij gaf enkele malen per jaar een gastcollege in Leiden.
Tot groot verdriet van velen ging in de strenge winter van 1929 het stadhuis in vlammen op. Van het pand bleef alleen de gevel aan de Breestraat overeind staan. Bij toeval waren enkele kostbare schilderwerken kort voor de brand voor restauratie naar elders overgebracht en daardoor gespaard gebleven.
Tijdens de Tweede Wereldoorlog werd Leiden zwaar getroffen door geallieerde bombardementen. De omgeving van het station en de Marewijk (tegenwoordig de omgeving van het Schuttersveld en de Schipholweg) zijn vrijwel geheel met de grond gelijk gemaakt.